# 弗農鎮區 (印地安納州傑克遜縣)
弗農鎮區（英語：Vernon Township）是位於美國印地安納州傑克遜縣的一個行政鎮區。

## 地方資料
根據2010年美國人口普查的數據，弗農鎮區的面積為111.60平方千米，當中陸地面積為111.40平方千米，而水域面積為0.20平方千米。當地共有人口3419人，而人口密度為每平方千米30.64人。